# Xã Danforth, Quận Pine, Minnesota
Xã Danforth (tiếng Anh: Danforth Township) là một xã thuộc quận Pine, tiểu bang Minnesota, Hoa Kỳ. Năm 2010, dân số của xã này là 78 người.